# Kilmory Castle (Argyll)

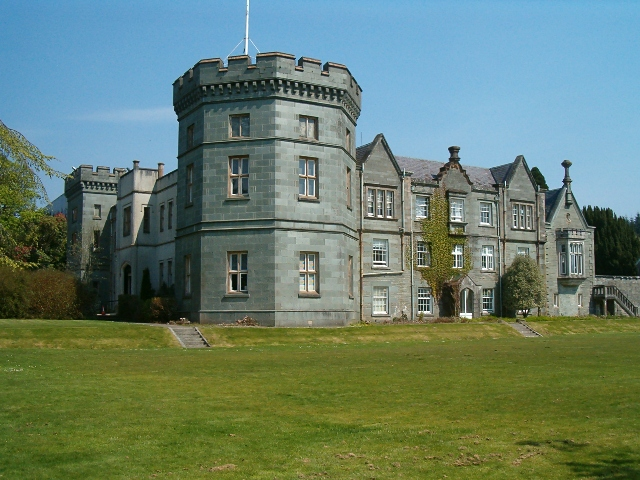
Kilmory Castle von Südwesten

Kilmory Castle, auch Kilmory House, ist ein großes Landhaus direkt südlich von Lochgilphead in der schottischen Council Area Argyll and Bute. In dem Haus aus dem 19. Jahrhundert ist heute die Verwaltung von Argyll and Bute untergebracht. Die Gärten sind öffentlich zugänglich und bilden einen Teil des Landschaftsparks auf dem früheren Anwesen. Historic Scotland hat Kilmory Castle als historisches Bauwerk der Kategorie B gelistet.

## Geschichte
In früheren Zeiten gab es eine Kirche in Kilmory und in den 1550er-Jahren gehörten diese Kirche und die umgebenden Ländereien dem Abt von Paisley Abbey. 1575 gehörte das Anwesen Donald Campbell aus Kilmory und blieb über 250 Jahre in Händen der Familie Campbell. Bereits im 14. Jahrhundert soll es auf dem Anwesen ein Haus gegeben haben. Die Campbells ließen 1816–1820 dort ein Haus bauen oder ein vorhandenes Haus erweitern. Eliza Campbell, die älteste Tochter und Miterbin von Peter Campbell, heiratete 1824 Sir John Orde, 2. Baronet. Dieser kaufte das Anwesen nach dem Tod seines Schwiegervaters 1828 und seiner Gattin 1829. Orde ließ 1829–1830 das alte, bescheidene Haus der Campbells abreißen und ersetzte es durch ein großes Landhaus im neugotischen Stil nach den Plänen des Architekten Joseph Gordon Davis. Der Kern des alten Hauses wurde erhalten, aber zu einem L-förmigen Grundriss mit einem achteckigen Turm an der Südwestecke erweitert. Außenfassade und Inneneinrichtung wurden neu gestaltet. Orde erweiterte auch den Park und ließ 1830 die Gärten von William Hooker neu anlegen. Weitere Anbauten wurden in den 1863 hinzugefügt.
1878 wurde Orde auf seinem Privatfriedhof neben dem Haus beerdigt. Sein Sohn erbte den Titel des Baronets und änderte 1880 seinen Namen in Campbell-Orde. Die Baronets Campbell-Orde behielten das Anwesen bis 1938. Danach ging es durch verschiedene Hände und wurde als Hotel, Jugendherberge und Konferenzzentrum genutzt.
Im März 1949 wurde angekündigt, dass Kilmory Castle im Juni als nationales Ferienzentrum für junge Leute eröffnet würde.
Im Juli 1971 wurde Kilmory Castle als historisches Bauwerk der Kategorie B ausgewiesen.
1974 kaufte die Grafschaftsverwaltung von Argyll das Haus zur Unterbringung der Verwaltung der 1975 gebildeten Council Area Argyll and Bute. 1995 wurde die örtliche Verwaltung erneut reorganisiert, aber Kilmory Castle diente weiterhin als Sitz der Verwaltung der neuen Council Area Argyll and Bute. In den Jahren 1980–1982 wurde ein Büroblock hinzugefügt, um das Platzangebot zu erhöhen. 1983 wurde das Haupthaus durch einen Brand beschädigt, sodass ein großer Teil der Inneneinrichtung erneuert werden musste.

## Geister
Das Landhaus soll vom Geist der „Grünen Lady“ heimgesucht werden.